# Joanneum racing graz
Joanneum Racing Graz ist ein von Professoren und Studierenden der FH Joanneum im Jahr 2003 gegründeter Verein, der Rennwagen konstruiert und fertigt, um damit an jährlichen Konstruktionswettbewerben der Formula Student oder Formula SAE teilzunehmen.

## Struktur
Das Team, dessen Mitglieder sich Weasel nennen, setzt sich aus Studierenden diverser Studiengänge der FH Joanneum zusammen, wobei die technische Leitung Studenten des Studiengangs Fahrzeugtechnik vorbehalten ist. Weitere Aufgaben wie öffentlicher Auftritt, Mediengestaltung, Design und Businessplan übernehmen Mitglieder aus den Studiengängen Journalismus und Public Relations, Industrial Design oder Management Internationaler Geschäftsprozesse. joanneum racing graz ist ein auf freiwilligem Engagement basierendes Formula Student Team, welches als Verein organisiert ist.

## Fahrzeughistorie
2004: Der jr04 war der erste Versuch von joanneum racing graz, an einem Formula Student Event teilzunehmen. Der Wettbewerb fand in Silverstone statt. Es konnte mit grundlegend anderer Herangehensweise wie Allradantrieb und Kompressoraufladung in einem sonst heckgetriebenen, nicht aufgeladenen Starterfeld gefahren werden.
2005: Aus Leichtbaugründen wurde in dieser Saison auf den Allradantrieb verzichtet und maßgeblich an der Realisierung eines wettbewerbsfähigen Rennwagens namens jr05 gearbeitet. Im zweiten Rennen des Fahrzeugs zeigte sich das Team im Spitzenfeld.
2006: Mit dem Fahrzeug jr06 aus dem Jahr 2006 gelang es dem Team, beim Wettbewerb in Italien den Gesamtsieg einzufahren und die Weltrangliste weiter nach oben zu klettern.
2007: Der jr07 konnte das hohe Niveau des Vorgängers halten und erhielt für diese Saison die ersten selbstkonstruierten Teilcarbonfelgen.
2008: In dieser Rennsaison wurden erstmals die selbstentwickelten, einteiligen Carbonfelgen im Bolidenmodell jr08 eingesetzt.
2009: Der jr09 sollte vorerst das letzte Fahrzeug mit Kompressoraufladung sein
2010: Modellname jrX
2011: Der jr11 wurde mit dem Hauptaugenmerk auf Gewichtsreduktion konstruiert, was allerdings während der Saison zu Problemen mit der Robustheit des Rennwagens führte.
2012: Der jr12 war der Einstieg in die Ära des zweizylindrigen AMG Motors. Gemeinsam mit dem Rennteam der Universität Karlsruhe gewannen die Weasels ein Preisausschreiben von AMG, welches eine Zusammenarbeit der zwei Gewinnerteams an der Entwicklung eines Motors für ein Formula Student Fahrzeug ermöglichte. Hierfür wurde der aus dem A45 AMG bekannte Grundmotor zu einem Zweizylinder mit Benzindirekteinspritzung umkonstruiert, was ein Novum in der Rennserie darstellte. Die Vorteile dieses Konzeptes zeigten sich in seiner Robustheit, da die Weasels auch diesen Motor, wie jeden bisherigen auch aufgeladen hatten. Das Ergebnis war viel Leistung und ein hohes Drehmoment, allerdings erhöhte sich dadurch das Fahrzeuggewicht.
2013: Der Rennwagen jr13 weist als erstes Fahrzeug von jrg ein Aerodynamikpaket auf.
2014: Aufgrund der Curriculumumstellung an der FH Joanneum von Diplomstudium auf Bachelor-Master-System wurde das Fahrzeug vom Vorjahr in Sachen Aerodynamik auf das maximal Erlaubte des Reglements ausgebaut und erhielt zusätzliche Optimierungen sowie den Namen jr14.
2015: Der jr15 ist für die Studenten eines der besten Fahrzeuge. Er überzeugt sie durch seine Fahrleistungen, seine Zuverlässigkeit und das in ihn gesteckte Ingenieurswissen.
2016: Mit diesem Rennwagen wurden auch in Japan und den USA (Michigan) Rennen bestritten. Das jr16 war das letzte Fahrzeug mit AMG Motor, da die Zusammenarbeit endete.
2017: Mit dem jr17 erfolgte die Einführung des neuen Antriebsstrangs in Zusammenarbeit mit der Firma [ROTAX]. Da der Grundmotor ursprünglich in einem Schneemobil Verwendung fand und ein stufenloses Getriebe hatte, entwickelten die Studenten ein angepasstes Getriebe mit Carbongehäuse.
2018: Bei diesem Fahrzeug wurde Hauptaugenmerk auf das Beseitigen der Schwachstellen und das engineering Design gelegt. In Europa und abermals in Japan konnte das Team sich damit dem Rennwettbewerb stellen.
Detaillierte spezifische Eigenschaften sind auf der Homepage einzusehen.
2019: Der jr19 gewann bereits den Saisonauftakt in Ungarn bei FSEast als auch den Heimsieg in FSAustria. Zusätzlich nahm das Team in diesem Jahr zum vorerst letzten Mal an FSGermany teil.
2020/21: Aufgrund der COVID-19 Pandemie fanden im Jahr 2020 keine Veranstaltungen statt, darum ging 2021 nach fast 2 Jahren Pause der jr21 als letztes Verbrennerauto von Joanneum Racing an den Start. 2 Gesamtsiege in FSNetherlands und FSItaly konnten erzielt werden.
2022: Nach anfänglichen Startschwierigkeiten in die Saison konnte der JR22 einen Gesamtsieg in FSAlpeAdria erzielen und somit war Joanneum Racing Graz das erste Österreichische Team, welches solch einen Erfolg mit einem Elektroboliden innerhalb der Formula Student verzeichnen konnte.
2023: Der JR23 konnte bereits zu Beginn zwei Gesamtsiege verzeichnen. Einerseits im ungewerteten Pre-Event FSEaster als auch in FSNetherlands.[1] In den Niederlanden stellte der JR23 außerdem einen neuen Punkteweltrekord für die EV-Klasse auf. Mit 986,79 Punkten erreichte Joanneum Racing Graz so viele Punkte auf einem Bewerb wie noch nie ein anderes EV-Team zuvor. Dieses Zwischenergebnis katapultierte das Team erstmalig in der Vereinsgeschichte auf P1 des FS World Rankings nach dem Bewerb. Später in der Saison erreichte das Team einen weiteren Weltrekord im Skidpad. Das Powered Ground Konzept, welches das erste Mal in FSA funktionierte, verhalf auf heimischen Boden zu einer Skidpadzeit von 4,404s. Damit wurde der Skidpad-Weltrekord, der eine Woche zuvor von WHZ, Zwickau aufgestellt wurde (4,430s), weiter unterboten. Leider schied der JR23 jedoch in FSA sowie in FSAA im Endurance aufgrund von mechanischen Problemen aus.
2024: Der JR24 baute auf den Erfolgen des JR23 auf. Somit wurde das Powered Ground System tiefer ins Fahrzeugkonzept implementiert, um die Performance weiter zu erhöhen. Nach dem Pre-event in Ungarn wurde wiederum an FSN teilgenommen, um den Titel aus dem Vorjahr zu verteidigen. Und wieder hieß es in den Niederlanden: Weltrekord. Im künstlich bewässerten Skidapd, dem sogenannten Wetpad in FSN, erreichte der JR24 auf Regenreifen mit einem Abstand von über 0,3s zum zweitplatzierten eine Skidpadzeit von 4,701s. Schnellste Zeit im Regen im Skidpad jemals. Die schnellste Single-Turn-Zeit belief sich sogar auf 4,527s. Leider schied das Team aus dem Endurance jedoch aufgrund eines Problems der Bremse aus und schloss FSN mit einem P6 ab, als bestplatziertes Team, das ein DNF im Endurance erhielt. In der darauffolgenden Woche in Österreich war das Team am ersten dynamischen Tag weiterhin von Problemen geplagt. Zwar war die gezeitete Rechtskurve im Skidpad die schnellste je gemessene Single-Turn Zeit der Formula Student Geschichte mit einer Zeit von <4,15s. Aufgrund von elektrischen Problemen konnte im Skidpad jedoch nur 2 Kurven des ersten Runs gefahren werden, bevor sich das Fahrzeug abschaltete. Dennoch erreichte das Team aufgrund der starken Performance in den Statics und den restlichen Disziplinen damit P3 Overall. Podium am Heimbewerb. Am dritten Bewerb in Tschechien ging das Fahrzeugkonzept dann richtig auf. Mit P1 Overall und in allen Disziplinen abgesehen von Cost und Efficiency (97,27 Punkte) erreichte das Team wieder über 980 Punkte. Die Dominanz in den dynamischen Disziplinen zeigte vor allem das Ergebnis des Autocross bei dem das Team mit einem Abstand von über 7,1s vor dem zweitplatzierten gewann. Damit bekam der Zweitplatzierte (zu dem Zeitpunkt führender der Weltrangliste WHZ Zwickau) nicht mal 50 % der Punkte im Autocross. Der letzte Bewerb in Italien markierte das Ende der Powered-Ground-Ära aufgrund einer Regeländerung des Reglements und des generellen Verbots des Systems in Italien. Auch ohne dieses System erreichte das Team P2 Overall, nur knapp hinter UAS Tallinn. Die erfolgreiche Saison mit 3 Overall Podien wurde dann durch die Veröffentlichung des Formula Student World Rankings gekrönt, wobei P2 weltweit belegt wurde.

## Gesamterfolge
| Datum   | Bewerb                         | Auto    | Gesamtpunkte | Gesamtplatzierung |
| ------- | ------------------------------ | ------- | ------------ | ----------------- |
| 2024.09 | Formula Student Italy          | JR24    | 920          | 2.                |
| 2024.08 | Formula Student Czech          | JR24    | 983          | 1.                |
| 2024.07 | Formula Student Austria        | JR24    | 765          | 3.                |
| 2024.07 | Formula Student Netherlands    | JR24    | 529          | 6.                |
| 2023.08 | Formula Student Alpe Adria     | JR23    | 432          | 12.               |
| 2023.07 | Formula Student Austria        | JR23    | 511          | 9.                |
| 2023.07 | Formula Student Netherlands    | JR23    | 987          | 1.                |
| 2022.08 | Formula Student Alpe Adria     | JR22    | 896          | 1.                |
| 2022.07 | Formula Student Austria        | JR22    | 389          | 6.                |
| 2022.07 | Formula Student Netherlands    | JR22    | 318          | 6.                |
| 2021.10 | Formula Student Italy          | jr21    | 931          | 1.                |
| 2021.08 | Formula Student East           | jr21    | 528          | 8.                |
| 2021.07 | Formula Student Austria        | jr21    | 850          | 3.                |
| 2021.07 | Formula Student Netherlands    | jr21    | 874          | 1.                |
| 2019-08 | Formula Student Germany        | jr19    | 511          | 16.               |
| 2019.08 | Formula Student Austria        | jr19    | 884          | 1.                |
| 2019.07 | Formula Student East           | jr19    | 869          | 1.                |
| 2018.09 | Formula SAE Japan              | jr18    | 740          | 5.                |
| 2018.08 | Formula Student Germany        | jr18    | 740          | 9.                |
| 2018.07 | Formula Student Austria        | jr18    | 435          | 8.                |
| 2018.07 | Formula SAE Italy              | jr18    | 510          | 13.               |
| 2017.08 | Formula Student Germany        | jr17    | 282          | 44.               |
| 2017.08 | Formula Student Austria        | jr17    | 369          | 15.               |
| 2017.07 | Formula SAE Italy              | jr17    | 272          | 24.               |
| 2017.05 | Formula SAE Michigan           | jr16    | 843          | 4.                |
| 2016.09 | Formula SAE Japan              | jr16    | 710          | 4.                |
| 2016.08 | Formula Student Germany        | jr16    | 782          | 3.                |
| 2016.08 | Formula Student Austria        | jr16    | 803          | 3.                |
| 2016.05 | Formula SAE Michigan           | jr15    | 839          | 3.                |
| 2015.09 | Formula SAE Italy              | jr15    | 948          | 1.                |
| 2015.08 | Formula Student Hungary        | jr15    | 569          | 16.               |
| 2015.08 | Formula Student Austria        | jr15    | 751          | 4.                |
| 2015.08 | Formula Student Germany        | jr15    | 745          | 3.                |
| 2014.05 | Formula SAE Michigan           | jr13evo | 792          | 4.                |
| 2013.09 | Formula SAE Italy              | jr13    | 794          | 3.                |
| 2013.08 | Formula Student Austria        | jr13    | 718          | 8.                |
| 2013.08 | Formula Student Hungary        | jr13    | 809          | 5.                |
| 2013.08 | Formula Student Germany        | jr13    | 708          | 12.               |
| 2013.07 | Formula Student United Kingdom | jr13    | 645          | 8.                |
| 2012.09 | Formula SAE Italy              | jr12    | 628          | 4.                |
| 2012.08 | Formula Student Hungary        | jr12    | 475          | 18.               |
| 2012.08 | Formula Student Germany        | jr12    | 629          | 20.               |
| 2012.07 | Formula Student Austria        | jr12    | 464          | 19.               |
| 2011.09 | Formula SAE Italy              | jr11    | 690          | 7.                |
| 2011.08 | Formula Student Germany        | jr11    | 465          | 24.               |
| 2011.07 | Formula Student Austria        | jr11    | 376          | 13.               |
| 2011.07 | Formula Student United Kingdom | jr11    | 326          | 32.               |
| 2011.05 | Formula SAE Michigan           | jr11    | 698          | 10.               |
| 2010.09 | Formula SAE Italy              | jrX     | 671          | 11.               |
| 2010.08 | Formula Student Austria        | jrX     | 424          | 18.               |
| 2010.07 | Formula Student United Kingdom | jrX     | 600          | 13.               |
| 2009.09 | Formula SAE Italy              | jr09    | 589          | 13.               |
| 2009.08 | Formula Student Germany        | jr09    | 450          | 32.               |
| 2009.07 | Formula Student United Kingdom | jr09    | 571          | 19.               |
| 2009.05 | Formula SAE Michigan           | jr09    | 712          | 5.                |
| 2008.09 | Formula SAE Italy              | jr08    | 486          | 10.               |
| 2008.08 | Formula Student Germany        | jr08    | 661          | 15.               |
| 2008.07 | Formula Student United Kingdom | jr08    | 706          | 3.                |
| 2008.05 | Formula SAE Michigan           | jr08    | 526          | 25.               |
| 2007.09 | Formula SAE Italy              | jr07    | 506          | 10.               |
| 2007.08 | Formula Student Germany        | jr07    | 807          | 3.                |
| 2007.07 | Formula Student United Kingdom | jr07    | 508          | 17.               |
| 2007.05 | Formula SAE Michigan           | jr07    | 494          | 26.               |
| 2006.09 | Formula SAE Italy              | jr06    | 903          | 1.                |
| 2006.08 | Formula Student Germany        | jr06    | 464          | 20.               |
| 2006.07 | Formula Student United Kingdom | jr06    | 463          | 20.               |
| 2005.09 | Formula SAE Italy              | jr05    | 361          | 7.                |
| 2005.07 | Formula Student United Kingdom | jr05    | 533          | 10.               |
| 2004.07 | Formula Student United Kingdom | jr04    | 193          | 43.               |